# 案山子男/オン・ザ・ビーチ
『案山子男/オン・ザ・ビーチ』（かかしおとこおんざびいち 原題：SCARECROW GONE WILD）は、アメリカ合衆国で制作されたホラー映画。案山子男2/復讐の雄叫びの続編でシリーズ完結編、本作もストーリーの繋がりはない。前作までの制作会社はアサイラム であるが本作では関わっていない。ブライアン・カトキンによる脚本と監督作。
元NWA世界ヘビー級王者のケン・シャムロックがコーチとして出演している。脇役にもかかわらず、シャムロックは高額な出演料を請求したというエピソードがある。
少女＃1役で出演したオリヴィア・マンは本作が映画デビュー作である。

## あらすじ
大学の野球部、いじめにたえかねたサムは反攻する、それに怒ったキャプテンはサムをトウモロコシ畑の案山子にくくりつけて放置、ビーチに遊びに行ってしまう。サムは衰弱し昏睡状態になってしまうと畑の案山子に異変が起こり。サムの怨念が案山子に乗り移って、案山子男が降臨。人々を惨殺していく。

## キャスト
- ラムジー監督 - ケン・シャムロック (斉藤次郎)
- ジャック - マシュー・リンハート (東地宏樹)
- ベス - サマンサ・アシュリング (弓場沙織)
- サム - ケイレブ・レーリグ（山中真尋[2]）
- マイク - デビッド・ゼリナ（檜山修之[3]）
- パティ - クリスティーナ・シェルドン（宇乃音亜季[4]）
- レイ - ジェフ・レクター
- リン - タラ・プラット (小島幸子)
- エド - トラビス・パーカー
- サラ - リンジー・ダグラス
- フィル - ショーン・アンドリュース
- サンディ - リサ・ロバート（加納千秋[5]）
- ジム - エリック・フォルテ
- デイブ - ジェレミー・デイビス
- ジョエル - デニス・キナード
- ニック - ジョニー・マークス
- 案山子男 - スティーブン・ウォーリー
- 少女＃1 - オリヴィア・マン